# Стивен Рансиман
Сер Стивен Рансиман (енгл. sir Steven Runciman; Нортамберланд, 7. јул 1903 — Ворикшир, 1. новембар 2000) је био енглески историчар средњег века.

## Биографија
Пуно Рансиманово име било је Џејмс Кокран Стивенсон Рансиман (James Cochran Stevenson Runciman). Име је добио по деди по мајци.
Рођен је у Нортамберланду, у породици чланова Британског парламента - и отац и мајка. Његов отац, Волтер Рансиман, од 1937. године виконт Рансиман од Доксфорда, био је истакнути члан Либералне партије. Деда по оцу, лорд Рансиман, био је бродарски магнат.
У трећој години живота гувернанта је почела да га подучава француском језику; текстове на латинском и грчком већ је читао као шестогодишњак, а руски језик је савладао у својој једанаестој години. Уз дар за језике одрана га привлачи историја. Студирао је на Итону и Кембриџу. Докторирао је у 24. години живота темом из византијске историје.
Материјално обезбеђен, Рансиман много путује по Азији, нарочито по Турској и земљама Блиског истока. Од балканских земаља највише је боравио у Грчкој. На овим путовањима додатно усавршава језике везане за наведене крајеве: грчки, турски, персијски, хебрејски и др.
Године 1940. Рансиман улази у дипломатску службу Британске империје, службује у Бугарској, Египту, Палестини и другде.
На позив турске владе, Рансиман је 1942. године постао професор византијске уметности и историје на истанбулском универзитету. Поред византијске историје, Рансиман интензивно проучава и период Крсташких ратова, о чему ће написати више познатих књига.
Био је председник и члан разних британских културних установа у Турској и Грчкој, а био је и председник британског Друштва пријатеља Атонске Горе. Цариградска патријаршија га је одликовала највећом титулом која се додељује лаицима - титулом Великог оратора што га је учинило и почасним чланом Светог синода Цариградске патријаршије.

## Доприноси византологији и медиевистици
У време када Рансиман започиње своје активно проучавање византијске цивилизације, византологија је у Енглеској још била у почецима и оптерећена Гибоновим тезама о историји Византије као „тријумфу варварства и религије“. Заједно са Бјуријем, Бејнсом и Милером доприноси развоју модерне византологије у Енглеској, лишене укорењених Гибонових предрасуда.
Рансиман је дугогодишње проучавање Крсташких похода преточио у три обимне књиге „A History of the Crusades“. У њима он даје нову слику крсташких војни. За разлику од до тада прилично романтично увреженог приказивања крсташа, Рансиман наведеним походима приступа много критичније. Он оцењује Крсташке војне као „тријумф варваризма и сујеверја“, и ту користи речи сличне Гибоновим о Византији.
Рансиман је дао и значајан допринос црквеној историји својим студијама о Великом расколу из 1054. године.

## Важнија дела
- -{The Emperor Romanus I Lecapenus and His Reign  (Цар Роман Лакапин и његова владавина, 1929).
- The First Bulgarian Empire (Прво Бугарско царство, Лондон 1930).
- Byzantine Civilization (Византијска цивилизација, Лондон 1933).
- The Medieval Manichee : A Study of the Christian Dualist Heresy  (Средњовековни манихејци : Студија о хришћанској дуалистичкој јереси, Кембриџ 1947).
- A History of the Crusades: Volume 1, The First Crusade and the Foundation of the Kingdom of Jerusalem (Cambridge University Press 1951) (Folio Society edition 1994).
- A History of the Crusades: Vol.1, 1951, Vol II, 1952, Vol III, 1954. (Историја крсташких похода, Кембриџ; нова издања 1994. године).
- The Eastern Schism: A Study of the Papacy and the Eastern Churches in XIth and XIIth Centuries  (Источни раскол: Студија о папству и Источној цркви у 11. и 12. веку, Оксфорд 1953).
- The Sicilian Vespers: A History of the Mediterranean World in the Later Thirteenth Century (Сицилијанско вечерње: Историја медитеранског света у касном 13. веку, Кембриџ 1958)
- The White Rajahs (Беле раџе, 1960)
- The Fall of Constantinople 1453 (Пад Цариграда 1453, Кембриџ 1965)
- Runciman, Steven (1968). The Great Church in Captivity: A Study of the Patriarchate of Constantinople from the Eve of the Turkish Conquest to the Greek War of Independence (1. изд.). Cambridge: Cambridge University Press.
- The Last Byzantine Renaissance (Последњи византијски препород, Кембриџ 1970)
- The Orthodox Churches and the Secular State (Православне цркве и световна држава, 1972)
- Byzantine Style and Civilization  (Византијски стил и цивилизација, 1975)
- The Byzantine Theocracy (Византијска теократија, Кембриџ 1977)
- Mistra (Мистра, Лондон 1980)
- Patriarch Jeremias II and the Patriarchate of Moscow (Патријарх Јеремија II и московска патријаршија, 1985)
- A Traveller's Alphabet.Partial Memoirs. (1991)}-

На српски језик преведено је више његових књига: „Византијска цивилизација“ (Суботица-Београд 1964), „Пад Цариграда 1453“ (Нови Сад. 1996.  978-86-363-0329-0.; 2. издање: Београд. 2008.  978-86-7662-073-9..) и „Средњовековни манихеизам на Балкану“ (Чачак. 2008.  978-86-83507-59-7..).